# Géza Nagy
Géza Nagy (ur. 29 grudnia 1892 w Sátoraljaújhely, zm. 13 sierpnia 1953 w Kaposvárze) – węgierski szachista, złoty medalista olimpijski.

## Kariera szachowa
W 1924 r. w Gyorze zwyciężył w międzynarodowych mistrzostwach Węgier, wyprzedzając Dawida Przepiórkę i Lajosa Asztalosa. Reprezentował swój kraj na dwóch olimpiadach, w 1927 r. w Londynie i w 1928 r. w Hadze, dwukrotnie zdobywając złote medale. Rozegrał 30 olimpijskich partii, w których zdobył 21 punktów. W 1950 r. Międzynarodowa Federacja Szachowa przyznała mu tytuł mistrza międzynarodowego.
Według retrospektywnego systemu Chessmetrics, najwyżej sklasyfikowany był w styczniu 1925 r., zajmował wówczas 21. miejsce na świecie.